# 上海素凱泰酒店
上海素凱泰酒店（英語：The Sukhothai Shanghai），由香港興業及太古地產以50:50的方式持有，位於上海浦西靜安區興業太古滙毗連地铁南京西路站，連接上海地鐵2號線、12號線及13號線，在2018年落成啟業。屬上海興業太古滙的一部分。

## 外部連結
- https://www.sukhothai.com/shanghai/en（页面存档备份，存于）| 香港     | - 愉景灣 - 愉景新城 - 藍天海岸 - 䨇寓 - 沙田九肚山尚珩50% - WEST PARK - HOLLYWOOD HILL                                                                        |
| 中國內地 | - 嘉興市香港興業御緹灣 - 嘉興市香港興業璟頤灣 - 杭州市香港興業耦園 - 上海市中山翰林苑                                                                         |
| 泰國     | - 曼谷The Sukhothai Residences - 曼谷Wireless Road項目（發展中）                                                                                              |
| 日本     | - 六本木Proud Roppongi - 澀谷區Souei Park Harajuku - 赤阪區Horizon Place Akasaka - 港區Veneo Minami-Azabu - 港區Haluwa Shibakoen - 北海道二世谷項目（發展中） |

| 香港     | - 中染大廈 - 西港都會中心 - 華蘭中心 - 愉景北辦公室大樓 - DAN6 |
| 中國內地 | - 天津市津匯廣場 - 上海市興業太古滙香港興業中心一座及二座      |
| 日本東京 | - 新宿區Graphio Nishi-Shinjuku                                 |